# IC 1290
IC 1290 bezeichnet im Index-Katalog 6 bis 8 scheinbar dicht beieinander liegende Sterne im Sternbild Sagittarius. Der Katalogeintrag geht auf eine Beobachtung des Astronomen John Macon Thome im Jahre 1887 zurück.